# K2 (album)
K2; Tales of Triumph and Tragedy is het debuutalbum van Don Airey uit 1989. Van debuutalbum is eigenlijk geen sprake; Airey heeft dan al op tientallen muziekalbums meegespeeld van bekende en minder bekende musici. Het album is gewijd aan de desastreuze beklimming van de K2 in 1986, waarbij dertien mensen om het leven kwamen. De compact disc kwam nog uit in elpeevorm, want vermeldt nog kant 1 en kant 2. Op het album doen musici mee waarmee Airey samen heeft gespeeld, waaronder slagwerker Cozy Powell. De muziek is een mengeling van progressieve rock, hardrock en blues (met name de tracks met Moore). In 2004 volgde een herprint, met een extra track Take me home. Het duurde 20 jaar voordat er een opvolger kwam.

## Musici
- zang: Colin Blunstone, Chris Thompson, Mel Galley, Genki Hitomi
- achtergrondzang: J.J. Moorland, Ian Harrison, Keith Airey
- gitaar: Gary Moore, Keith Airey
- basgitaar: Laurence Cottle
- keyboards: Don Airey
- slagwerk: Cozy Powell, Niki Alan

## Composities
Allen van Airey
1. Overture
2. Sea of Dreams I
3. Sea of Dreams II
4. Voice of the Mountain
5. Song for Al (instrumentaal)
6. Balti Lament
7. Ascent to Camp 4
8. Can’t make up your mind
9. Summit fever
10. Close to the sky
11. Blues for J.T.
12. Julie (If you leave me)
13. Death Zone / Whiteout
14. Song for Al (herhaling)
15. Song for Al (vocaal)

Julie werd nog uitgebracht als single, maar kwam niet in de hitlijsten terecht.